# Демутова биржа
Неофициальная фондовая биржа, действовавшая в ресторане гостиницы «Демут» в Санкт-Петербурге в конце 60-х годов 19-го века, появилась как следствие биржевого бума. Сформировавшейся теневой трейдерский клуб диктовал цены официальным торгам. По воспоминаниям очевидцев, члены клуба договаривались о предстоящем курсе ценных бумаг ещё до начала торгов и затем торговали на бирже согласно договоренностям. Возглавлял клуб 25-летний Альфред Бетлинг, один из совладельцев Рыбинско-Бологовской железной дороги.
А. С. Суворин так описал собрания в «Демутовом трактире»: «Подобно тому, как во времена Д. Ло… на Вандомской площади (в Париже. — Авт.) собирались самые низкие негодяи и самые высокие господа — в Демутовом отеле собирались представители разных общественных слоев и положений: маклеры, банкиры, генералы, чиновники. Они собирались утром от 11/2 до 21/2 часов и за бокалами шампанского гнали вверх бумаги без всякого разбора. Сделки совершали между собой члены отеля большей частью на срок и притом безденежно, без всякого залога. Покупатель не платил деньги за покупаемую бумагу, а продавец не продавал покупателю бумаги… Установив цены, члены отеля отправлялись на биржу и поднимали или опускали там бумаги, как хотели». Особым объектом спекуляций были акции железных дорог, коммунальные акции, государственные выигрышные займы.
В конце 1869 года котировки ценных бумаг стали падать — на рынке началась паника, охватившая все биржи. «Санкт-Петербургские ведомости» отмечали причиной, имевшей влияние на повышение, а затем быстрое падение ценных бумаг, в том числе игру Демутовой биржи.